# José da Natividade
Frei José da Natividade (Lisboa, bat. 29 de abril de 1709 — Lisboa?, depois de 1759?) foi um religioso dominicano, pregador, historiador, escritor e hagiógrafo português.

## Biografia
Nascido em Lisboa, filho de Manuel Ribeiro da Fonseca e Eugênia da Natividade e Melo, foi batizado na Igreja de São Nicolau em 29 de abril de 1709. Tomou o hábito no Convento de Nossa Senhora da Piedade em Azeitão em 10 de novembro de 1727. Foi comissário dos Terceiros e pregador geral da Ordem na Província de Portugal. Sua data de morte não é conhecida, mas diz Inocêncio Francisco da Silva que aparentemente em 1759 ainda vivia.

## Obra
Publicou em 1744 um comentário moralizante sobre a Escada mystica de Jacob, do frei Manuel Guilherme, em 1747 a Memoria historica da milagrosa imagem do Senhor dos Passos, venerada no Real Convento de São Domingos de Lisboa, que inclui um relato sobre a história da Irmandade dos Passos, e em 1752 o panegírico nupcial Fasto de hymeneo ou Historia panegirica dos desposorios dos fidelissimos reis de Portugal D. José I, e D. Maria Anna Victoria de Bourbon, uma referência para a reconstrução histórica do suntuoso casamento entre os monarcas, onde o autor, segundo Jaime Cortesão, "não se poupou a esforços para descobrir e publicar na íntegra os documentos oficiais relativos à jornada, os quais inclui, a cada passo, no texto. Precioso repositório de nomes e miuçalha de informes e fatos, úteis para o estudo da época". Na opinião de Inocêncio da Silva, "posto que estas obras não se recomendem pela linguagem e estilo, nem por isso deixam de ser prestáveis, em razão das notícias e particularidades que fornecem, com respeito às matérias de que tratam".
É lembrado também como o editor e continuador do Agiologio dominico das vidas dos santos, beatos, martyres da Ordem dos Pregadores, iniciado pelos freis Manuel de Lima e Manuel Guilherme. Frei José atualizou as informações e acrescentou mais quatro volumes, publicados entre entre 1743 e 1761. A sua edição se tornou a canônica, sendo citado por Fernanda Guedes de Campos entre "os autores dominicanos com presença expressiva em bibliotecas de antigos conventos". Uma edição fac-silimar foi publicada pela Universidade do Porto em 2002, sob a responsabilidade de Jorge Cardoso.